# Judith Chemla

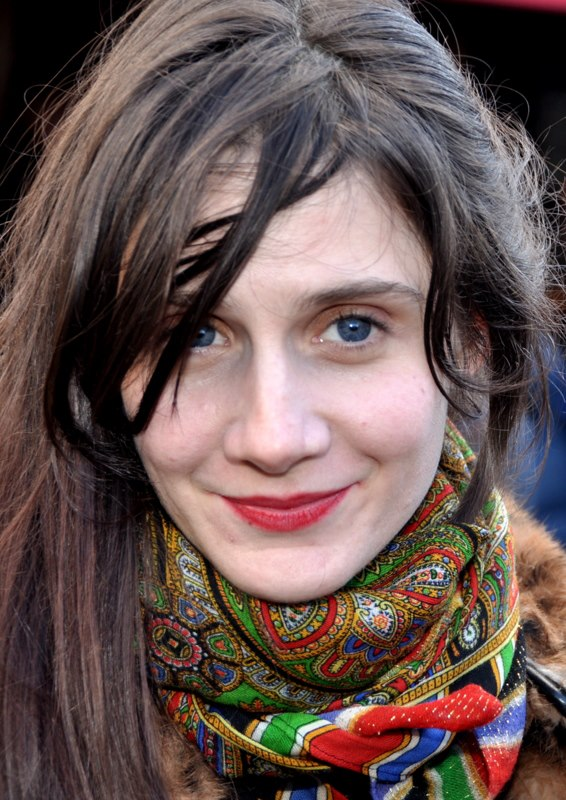
Judith Chemla 2013

Judith Chemla (* 1984) ist eine französische Schauspielerin.

## Leben
Chemla wuchs in Gentilly bei Paris auf. Ihr Vater, ein jüdischer Tunesier, war Geiger, und ihre Mutter Anwältin. Die Eltern trennten sich, als Chemla noch jung war. Im Alter von sieben Jahren begann sie, Geige zu lernen, gab das Geigenspiel jedoch mit 14 Jahren auf, als sie auf Anregung von Emmanuel Demarcy-Motta das Theaterspiel für sich entdeckte. Sie besuchte bereits am Gymnasium Theaterkurse und brach kurz vor dem Baccalauréat die Schule ab, um Theater zu spielen. Sie besuchte Schauspielkurse von Bruno Wacrenier am Konservatorium im 5. Arrondissement, studierte bis 2007 am Conservatoire national supérieur d’art dramatique bei Muriel Mayette und ließ sich im lyrischen Gesang am Conservatoire d’Aubervilliers ausbilden.
Von Dezember 2007 bis 2009 war Chemla Mitglied der Comédie-Française, wo sie unter anderem in Stücken von Molière und Pierre Corneille auftrat. Seit 2011 tritt sie regelmäßig in Stücken am Pariser Théâtre des Bouffes du Nord auf. Seit 2007 ist Chemla zudem in Fernseh- und Kinofilmen zu sehen. Für ihre Rolle in Noémie Lvovskys Camille – Verliebt nochmal! erhielt sie 2013 eine César-Nominierung in der Kategorie Beste Nebendarstellerin und gewann einen Prix Lumières als Beste Nachwuchsdarstellerin. Seit 2016 (Premiere) tritt sie in einer Musiktheater-Inszenierung von Verdis Traviata im Théâtre des Bouffes du Nord in der Hauptrolle auf (Inszenierung von Benjamin Lazar). Das Stück wurde von Corentin Leconte 2018 auch verfilmt.
Aus einer Beziehung mit dem Schauspieler James Thiérrée stammt ein Sohn.

## Filmografie (Auswahl)
- 2007: Hellphone
- 2007: Faut que ça danse!
- 2008: Versailles
- 2008: Le petit chaperon rouge (Kurzfilm)
- 2008: Musée haut, musée bas
- 2009: La fenêtre (Kurzfilm)
- 2009: Serie in Schwarz (Suite noire) (TV-Serie, Folge 1x08)
- 2010: Die Prinzessin von Montpensier (La princesse de Montpensier)
- 2010: Sur la tête de Bertha Boxcar (Kurzfilm)
- 2010: Bezaubernde Lügen (De vrais mensonges)
- 2010: Je suis un no man’s land
- 2011: Les pseudonymes (Kurzfilm)
- 2012: Fuir (Kurzfilm)
- 2012: Camille – Verliebt nochmal! (Camille redouble)
- 2012: Engrenages (TV-Serie, 12 Folgen)
- 2012: Spieglein an der Wand (Miroir mon amour) (TV)
- 2013: 15 jours ailleurs (TV)
- 2013: Le Bœuf clandestin (TV)
- 2014: Urlaub vom Führerschein (Tout est permis) (TV)
- 2014: L’homme qu’on aimait trop
- 2014: Atlit
- 2015: Dieses Sommergefühl (Ce sentiment de l’été)
- 2016: Ein Leben (Une Vie)
- 2017: Das Leben ist ein Fest (Le sens de la fête)
- 2017: Drôle de père
- 2018: Traviata – Vous méritez un avenir meilleur (Traviata – Ihr verdient eine bessere Zukunft), Corentin Leconte – Regie im Musiktheater-/Opernfilm der Inszenierung von Benjamin Lazar
- 2018: Maya
- 2018: Lune de miel
- 2019: Der flüssige Spiegel (Vif-Argent)
- 2020: À coeur battant
- 2020: Les cobayes
- 2021: Mes frères, et moi
- 2021: Menschliche Dinge (Les choses humaines)
- 2022: Simone, le voyage du siècle
- 2022: Les goûts et les couleurs
- 2022: Le sixième enfant
- 2022: Der große Zauber (La grande magie)
- 2022: Un hiver en été
- 2023–2024: D'argent et de sang (TV-Serie, 12 Folgen)
- 2024: Niki de Saint Phalle (Niki)
- 2024: La Peste (Miniserie, 4 Folgen)
- 2024: Une part manquante
- 2025: Le mélange des genres

## Auszeichnungen
- 2013: César-Nominierung, Beste Nebendarstellerin, für Camille – Verliebt nochmal!
- 2013: Prix Lumières, Beste Nachwuchsdarstellerin, für Camille – Verliebt nochmal!
- 2013: Preis für die beste Nachwuchsdarstellerin des Luchon International Film Festivals für 15 jours ailleurs